# Stephen Semmes
Stephen William Semmes (Savannah, Geórgia, 26 de maio de 1962) é um matemático Povo dos Estados Unidos.
Stephen Semmes estudou na Armstrong Atlantic State University, onde obteve o bacharelado em 1980, com um doutorado em 1983 na Universidade Washington em St. Louis, orientado por Richard Rochberg, com a tese The Cauchy Integral and Related Operators on Smooth Curves. No pós-doutorado esteve em 1982/1983 no Instituto Mittag-Leffler e de 1983 a 1987 na Universidade Yale. A partir de 1987 foi professor na Universidade Rice, onde é desde 1997 Noah Harding Professor
Foi palestrante convidado do Congresso Internacional de Matemáticos em Zurique (1994: Finding structure in sets with little smoothness).

## Publicações
- Some novel types of fractal geometry, Oxford: Clarendon Press 2002
- com Guy David: Analysis of and on uniformly rectifiable sets,  Mathematical Surveys and Monographs 38. American Mathematical Society, Providence, RI, 1993.
- com Guy David:  Uniform rectifiability and quasiminimizing sets of arbitrary codimension, Memoirs AMS 2000
- com Guy David:  Singular integrals and rectifiable sets in Rn : au-delà des graphes lipschitziens, Astérisque 193, 1991
- com Guy David:  Fractured fractals and broken dreams. Self-similar geometry through metric and measure, Oxford Lecture Series in Mathematics and its Applications 7, Clarendon Press, Oxford 1997
- com Guy David, J. L. Journé: Opérateurs de Calderon-Zygmund, fonctions para-accrétives et interpolation, Rev. Mat. Iberoamericana, Band 1, 1985, S. 1–56
- Appendix B: Metric spaces and mappings seen at many scales, in: Michail Leonidowitsch Gromow: Metric Structures for Riemannian and Non-Riemannian Spaces, Birkhäuser 1999, S. 401–518
- A generalization of Riemann mappings and geometric structures on a space of domains in {\displaystyle \mathbb {C} _{n}}, Memoirs AMS 1992
- com Ronald Coifman, Pierre-Louis Lions, Yves Meyer: Compensated compactness and Hardy spaces, J. Math. Pures Appl., Band 72, 1993, S. 247–286.
- Finding curves on general spaces through quantitative topology, with applications to Sobolev and Poincaré inequalities, Selecta Math. (N.S.), Band 2, 1996, S. 155–295.
- An introduction to Heisenberg groups in analysis and geometry, Notices AMS, Band 50, Juni/Juli 2003, pdf
- An introduction to analysis on metric spaces, Notices Amer. Math. Soc., Band 50, April 2003, pdf
- Some basic aspects of analysis on metric and ultrametric spaces, 2013,  Arxiv